# 雪子さんの足音
『雪子さんの足音』（ゆきこさんのあしおと）は、木村紅美による小説、およびそれを原作とした映画作品。

## 概要
初出は「群像」2017年9月号。2018年2月1日に講談社より単行本が発売された。第158回芥川賞候補作品、第40回野間文芸新人賞候補作品。

## あらすじ
東京・高円寺の家賃5万円のアパート月光荘の大家・雪子さんと住人達による物語。

## 登場人物
- 川島雪子（吉行和子）：月光荘の大家。熱中症にかかり、孤独死をした[1]。
- 小野田香織（菜葉菜）：月光荘の下宿人
- 湯佐 薫（寛一郎）：月光荘の下宿人
- 高梨秋江（大方斐紗子）：喫茶店店主
- 川島良雄（野村万蔵）：雪子さんの息子
- 市川 誠（宝井誠明）：薫の同僚
- 湯佐節子（山崎ハコ）：薫の母

- 智子（石崎なつみ）：看護学生
- 理江（村上由規乃）：大学生
- 拓二（木口健太）：大学生
- 良雄の悪い友達（佐藤浩市）
- 20年後の月光荘の住人（結城貴史）
- 小野田の父親（贈人）
- 郵便局員（辛島菜摘）

## 映画
2019年に映画監督の浜野佐知が主宰する製作会社『株式会社旦々舎』他によって映画化された。
- 制作：株式会社旦々舎、映画『雪子さんの足音』製作委員会
- 監督：浜野佐知
- 脚本：山﨑邦紀
- 音楽：吉岡しげ美
- 撮影：小山田勝治
- 照明：守利賢一
- 美術：山崎 輝
- 録音：藤林 繁
- 編集：金子尚樹
- 制作：森満康己
- 助監督：湯本信一
- ヘアメイク：清水惇子
- 衣裳：青木　茂
- CG：川村翔太

- ロケ地

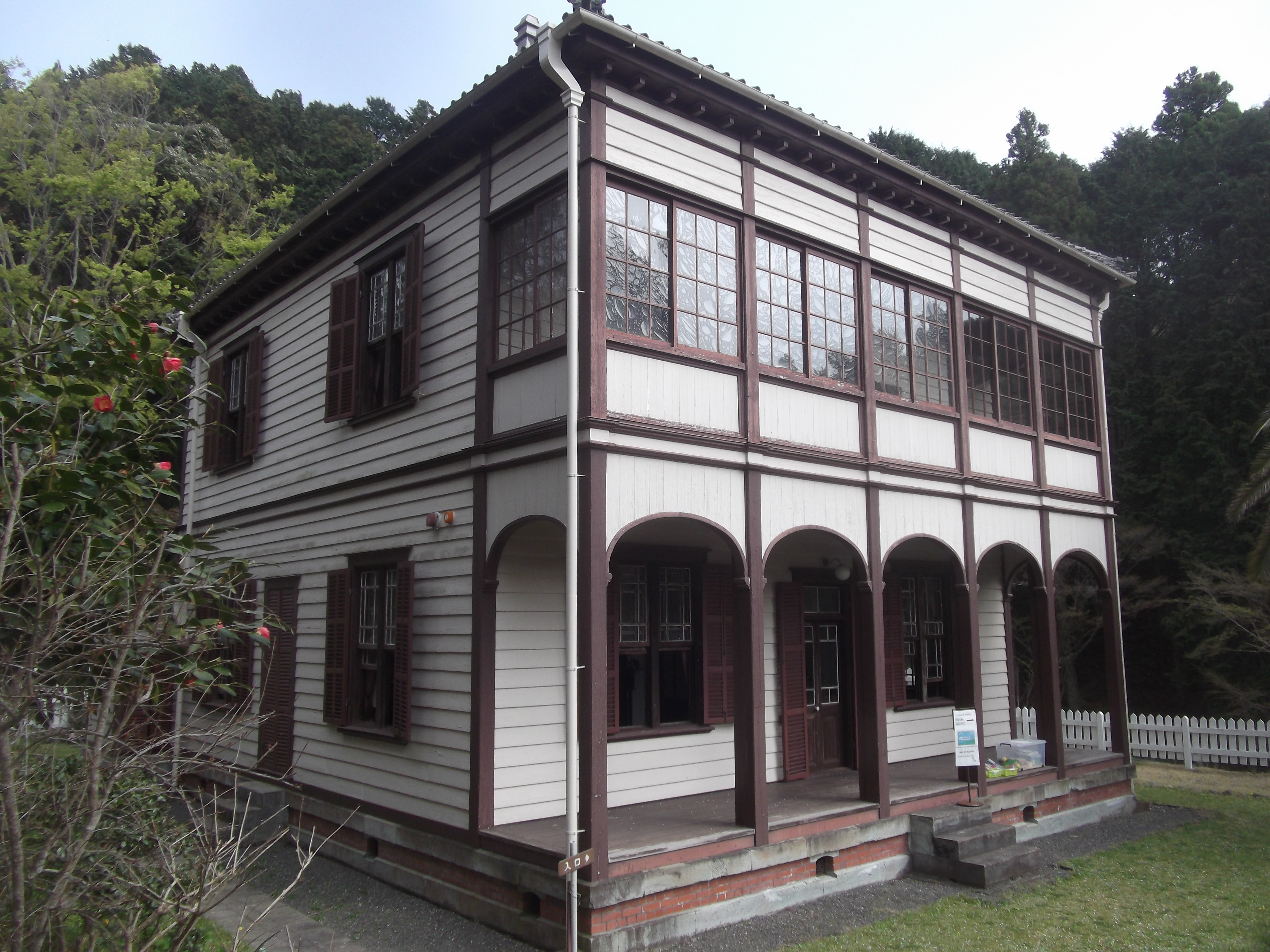
旧エンバーソン邸

  - 月光荘：旧エンバーソン邸（静岡県静岡市駿河区池田）
  - 喫茶店：レザン（静岡県静岡市葵区常磐町）
  - うなぎ屋：石橋（静岡県静岡市駿河区西中原）
  - 商店街：清水駅前銀座商店街（静岡県静岡市清水区真砂町）
  - 郵便局：静岡中央郵便局（静岡県静岡市葵区黒金町）
  - 電車：静岡鉄道静岡清水線
  - 駅：静岡鉄道 新静岡駅